# Industria del Amor
Industria del Amor is een Amerikaans-Mexicaanse muziekgroep opgericht in Oxnard, Californië die Spaanstalige ballads/rancheras maakt (softrock). De groep staat ook bekend als La única industria que no contamina (vertaald: de enige industrie die niet vervuilt), verwijzend naar de liefde waarover de groep veel zingt.

## Geschiedenis
Industria del Amor werd begin opgericht in 1985 in Oxnard, Californië (Verenigde Staten). Bekende liedjes van de band zijn onder andere "Dos Enamorados", "Enamorado De Tus Ojos", "Si Te Quedaras", "Donde Estaras" en "Siempre Te Amare".
Eind jaren 90 nam de populariteit van de muziekgroep af, maar de albums bleven succesvol en ze wisten opnieuw de hitlijsten te bereiken met de verzamelalbums 30 Inolvidables en 30 Inolvidables, Vol. 2, die in 2003 beiden in de Top 20 Latin hits-lijst belandden.
In 2005 kwam het album Si Te Perdiera uit. Hierop stonden twee bekende Mexicaanse nummers, namelijk "Los Caminos de Michoacan" van Bulmaro Bermúdez en "Camino de Guanajuato" van José Alfredo Jiménez, uitgevoerd met Durangese arrangementen. In 2006 verscheen vervolgens het album Para Ti...Nuestra Historia, dat de Top 50 van de Top Latin Albums-lijst bereikte. Na de release van dit album toerde de band door Latijns-Amerika.
Daarna bracht de groep twee nieuwe albums uit: Lagrimas Del Amor (2007) en Hasta el Cielo (2008). Deze albums haalden de hitlijsten niet, waarna de samenwerking met het Mexicaanse label Fonovisa Records werd beëindigd.
In 2011 bracht Industria del Amor het album Noche Buena uit bij Platino Records, waarmee ze opnieuw verschenen in de Top Latin Albums-lijst. Kort daarna tekenden ze bij het platenlabel Discos America. Hun eerste album bij dit label, Firmeza, verscheen in 2012 en haalde eveneens de Top Latin Albums-lijst. Andere succesvolle releases uit deze periode waren 20 Grandes Exitos Con Mariachi en 20 Aniversario. De band gaf concerten in de Verenigde Staten, Mexico en andere landen in Latijns-Amerika. In 2017 brachten ze de single "Como le hago" uit.

## Bezetting
De groep bestaat uit volgende huidige en voormalige leden:
Leden anno 2024:
- Roberto Verduzco Ramirez: leadzanger, geboren in La Piedad, Michoacán de Ocampo, Mexico (oprichtend lid)
- Roberto Bobby Alejandro Javier Verduzco: basgitarist, geboren in Californië, Verenigde Staten (oprichtend lid)
- Francisco Javier Solís Ballesteros: drummer, geboren in Juárez, Chihuahua, Mexico[9]
- Enrique Godínez Jr.: percussionist
- Salvador "Chava" Vázquez Cortéz: gitarist en tweede zangstem[9], geboren in Zinaparo, Michoacán de Ocampo, Mexico
- Victor Manuel

Voormalige leden:
- Álvaro Verduzco Ramírez: basgitarist (bajo sexto), drums (bijvoorbeeld in A Capa Y Espada[10]) en tweede zangstem[9]
- Antonio "Tony" Ávalos: toetsenist, geboren in Uruapan, Michoacán de Ocampo, Mexico
- Carlos "Charly" Dimas: piano
- Felipe Ávalos Bolaños: percussionist, geboren in Zamora, Michoacán de Ocampo, Mexico
- Alejandro "Alex" Alcaráz Juárez: toetsenist
- Enrique Gómez Ramírez: toetsenist en koperblazer
- Víctor Papo Ortiz: toetsenist[9]

## Discografie

### Albums
Hieronder volgt een lijst van uitgebrachte studioalbums:
- Sus Primeras Baladas (1984)
- Vuelve (1985)
- Dónde Estarás (1986)
- Mi Dulce Compañera (1987)
- Las Cosas Buenas De Mi Vida (1988)
- Dónde Estarás + 14 Éxitos = 15 Grandes Éxitos (1989)
- Si Te Quedaras (1989)
- Quiero Volverte A Ver (1989)
- De Fiesta (1990)
- Gracias... (1991)
- Para Ti... (1992)
- Verano De Amor (1993)
- A capa y espada(1994)
- Reencuentro (1995)
- En Vivo (1995)
- 14 De Febrero (1996)
- Felíz Navidad (1996)
- Sueños Con Amor, Vol. 1 (1997)
- Simplemente Es Amor (1998)
- Gran Homenaje...Recuerdos Del Amor (1999)
- Recuerdos Del Amor (2000)
- Sueños Con Amor (2000)
- Tu Amante Escondido (2001)
- Raices (2002)
- De Corazon A Corazon (2003)
- Si Te Perdiera (2005)
- Para Ti...Nuestra Historia (2006)
- Lágrimas De Amor (2007)
- Hasta El Cielo (2008)
- 20 Éxitos...Historia Musical (2010)
- 20 Grandes Éxitos Con Mariachi (2011)
- Firmeza (2012)
- Gran Homenaje ... Recuerdos Del Amor (2013)
- Todo Por Amor (2014)
- En Vivo (2015)
- Gruperas Del Ayer (2016)
- Romanticos Por Siempre (2017), samen met Los Yonic's
- Verano Contigo (2017)